# Sport Crime
Sport Crime è una serie televisiva italo-svizzera trasmessa dal 2022. Ideata da Daniela Scalia e Luca Tramontin è distribuita su Prime Video negli Stati Uniti e nel Regno Unito  e in Italia sulla piattaforma Chili. Gli autori hanno annunciato la seconda stagione alla Mostra del Cinema di Venezia 2023.

## Trama
Le vicende ruotano attorno alle indagini dell'agenzia di consulenza sportiva SEAMS di Lugano, fondata da Daniela Goblin, ex giornalista sportiva e conduttrice TV e Luka "Dabs" Kriv, ex rugbista e rocker.
L'agenzia SEAMS nasce per intervenire in ambito sportivo, ma Dani e "Dabs" si trovano coinvolti in casi dai risvolti a volte criminali.
Gli altri personaggi dell'agenzia sono il giovane informatico Jaden Botende (interpretato da Toussaint Mavakala), l'avvocata Laura Bonini Keller, interpretata da Elettra Mallaby, e la giovane segretaria Jasmine Saidi, interpretata da Nabila Jaziri.
Nel cast anche l'attore americano Daniel McVicar e il chitarrista di Rod Stewart Robin Le Mesurier.

## Episodi
| Stagione       | Episodi | Prima TV originale | Prima TV Italia |
| -------------- | ------- | ------------------ | --------------- |
| Prima stagione | 6       | 2022               | 2022            |

## Personaggi ed interpreti
- Daniela "Dani" Goblin interpretata da Daniela Scalia
- Luka "Dabs" Kriv interpretato da Luca Tramontin
- Laura "Legal Lady" Bonini Keller interpretata da Elettra Mallaby
- Haida interpretata da Linda Messerklinger
- Justin Keller interpretato da Daniel McVicar
- Jaden Botende interpretato da Toussaint Mavakala
- Jasmine Saidi interpretata da Nabila Jaziri
- Robin Le Mesurier interpreta se stesso